# Cathédrale Saint-Magnus de Kirkjubøur
Pour la cathédrale des Orcades, voir Cathédrale Saint-Magnus de Kirkwall.
La cathédrale Saint-Magnus est une cathédrale en ruines, située dans le village de Kirkjubøur, sur l'île de Streymoy dans les îles Féroé, rattachées au Danemark. Sa construction a été lancée par l'évêque Erlendur vers 1300 mais l'édifice n'a jamais été achevé. Il s'agit aujourd'hui du principal édifice médiéval subsistant aux îles Féroé.
La cathédrale a été représentée sur une série de timbres des îles Féroé, édités en 1988.

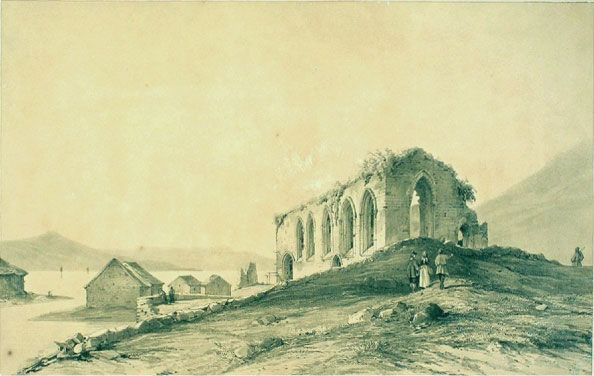
Les ruines de la cathédrale Saint-Magnus en 1839, dessin de Barthélemy Lauvergne.